# يغيشي شارنتس
يغيشي تشارينتس (الأرمنية: Եղիշե Չարենց, رومنة: Yeghishe Ch’arents’؛ 13 مارس 1897 – 27 نوفمبر 1937) كان شاعرًا وكاتبًا وناشطًا عامًا أرمينيًا. تنوعت مواضيع تشارينتس الأدبية بين تجاربه في الحرب العالمية الأولى، والثورة الروسية، وغالبًا ما تتعلق بـأرمينيا والأرمن. ويُعتبر "الشاعر الرئيسي للقرن العشرين" في أرمينيا.
كان تشارينتس من أوائل مؤيدي الشيوعية والاتحاد السوفيتي، وانضم إلى حزب البلاشفة وأصبح داعمًا نشطًا لجمهورية أرمينيا السوفيتية، خاصة خلال فترة لينين والسياسة الاقتصادية الجديدة (NEP). ومع ذلك، أصبح مُحبطًا من اتجاه الاتحاد السوفيتي تحت جوزيف ستالين. تم اعتقاله من قبل المفوضية الشعبية للشؤون الداخلية خلال التطهير العظيم في الثلاثينيات، وتوفي في عام 1937 بسبب مضاعفات صحية شديدة، بما في ذلك اعتماد المورفين. ومع ذلك، بعد وفاة ستالين، تم تبرئته في خطاب عام 1954 من قبل أناستاس ميكويان وتم تأهيله رسميًا من قبل الدولة السوفيتية في عام 1955 خلال ذوبان خروتشوف.

## السيرة الذاتية

### الحياة المبكرة

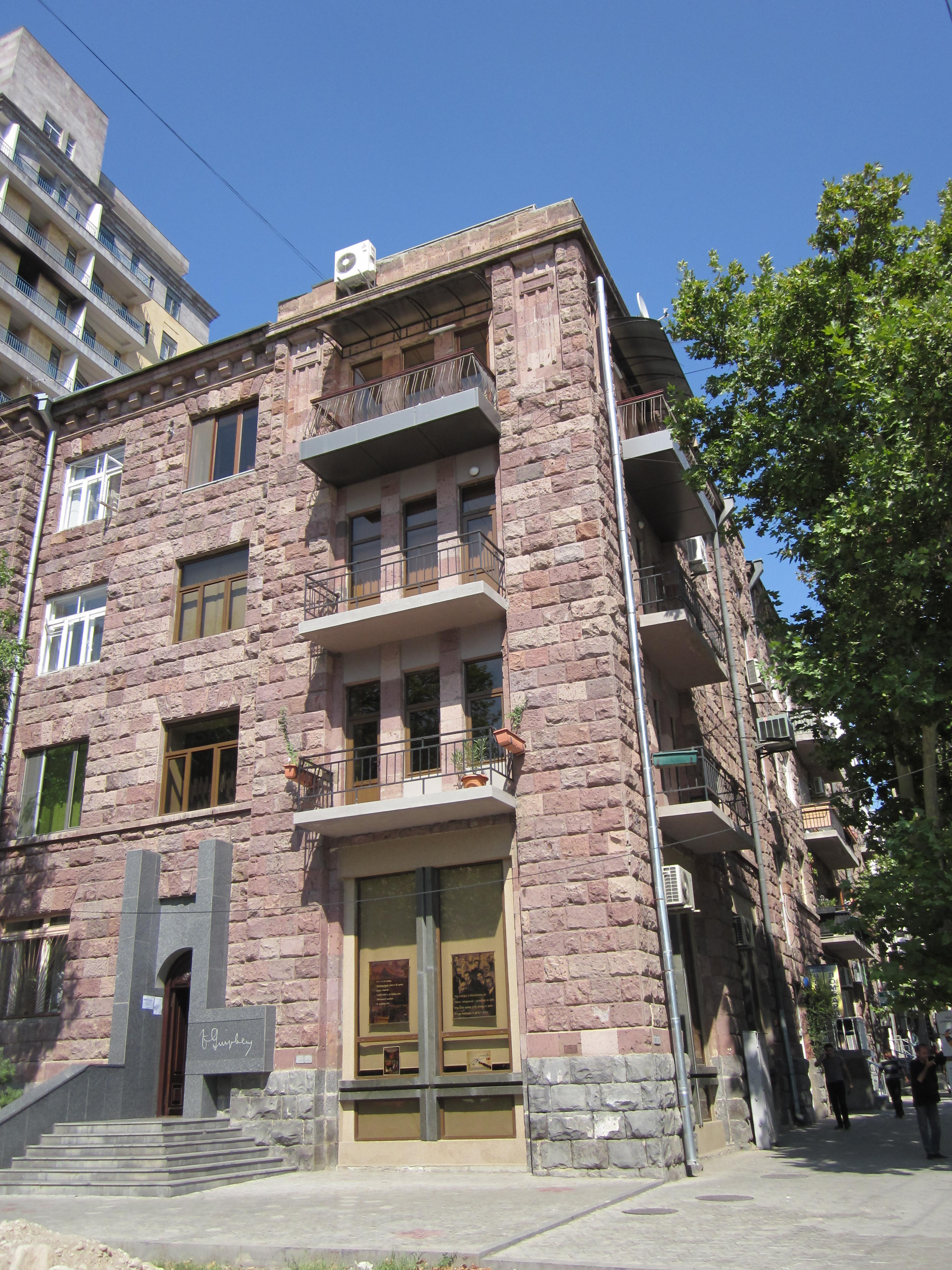
بيت-متحف تشارينتس في يريفان

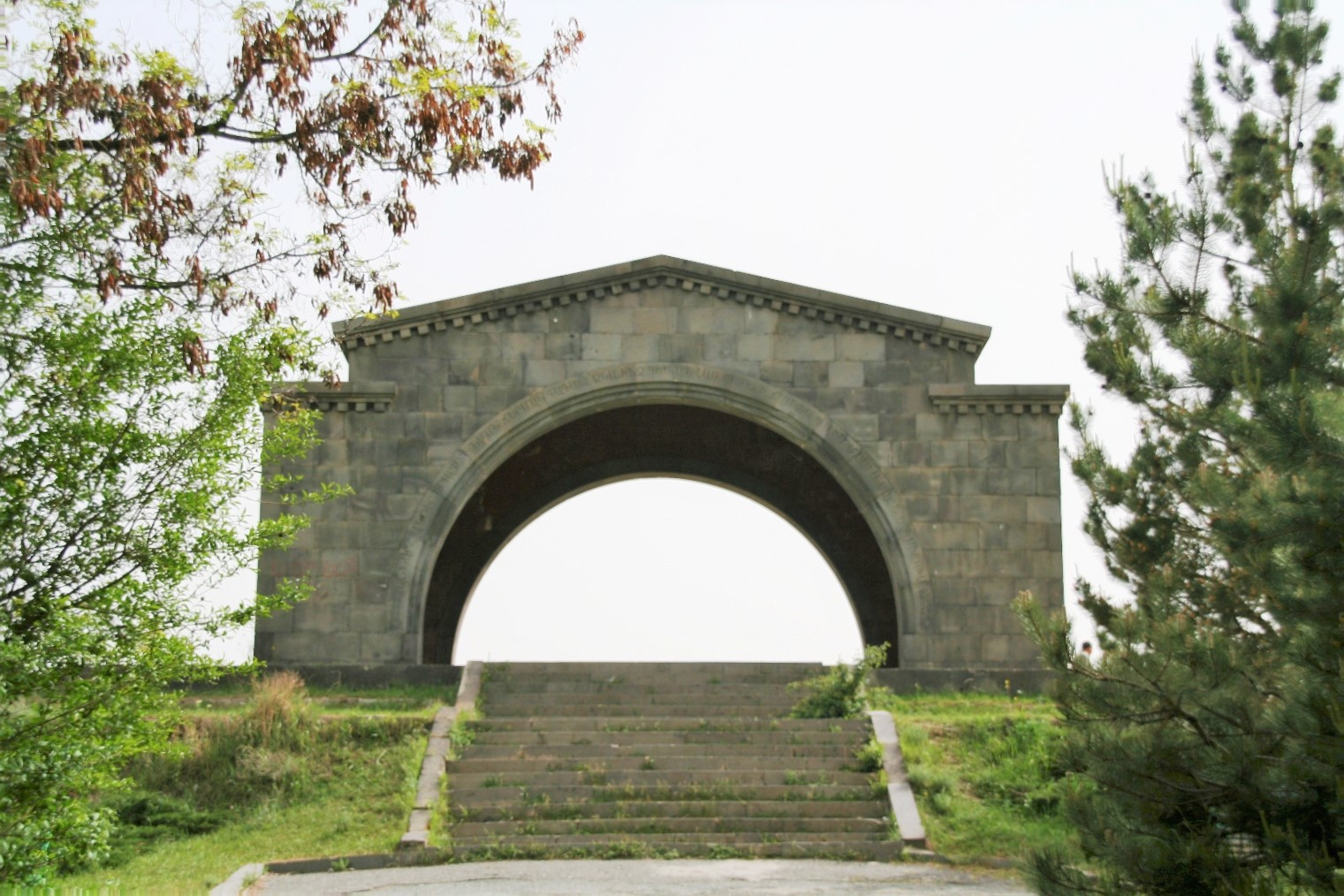
قوس تشارينتس

أبغار آغا، والد يغيشي تشارينتس.

وُلِد يغيشي تشارينتس باسم يغيشي أبدغاري سوغومونيان في كارز (أرمينيا الشرقية، التي كانت جزءًا من الإمبراطورية الروسية آنذاك) في عام 1897 لعائلة تعمل في تجارة السجاد. كانت عائلته من المجتمع الأرمني في ماكو، أرمينيا الفارسية. حضر أولاً مدرسة ابتدائية أرمنية، ولكنه انتقل لاحقًا إلى مدرسة ثانوية تقنية روسية في كارز من 1908 إلى 1912. قضى الكثير من وقته في القراءة. في عام 1912، نُشر له أول شعر في الدورية الأرمنية باتاني (تبليسي). في عام 1915، وسط الاضطرابات الناتجة عن الحرب العالمية الأولى والإبادة الجماعية الأرمنية في الإمبراطورية العثمانية، تطوع للقتال في وحدة على الجبهة القوقازية.

### التطور السياسي والأدبي
أُرسل إلى فان في عام 1915، وشهد تشارينتس الدمار الذي ألحقه الحامية التركية بالسكان الأرمن، مما ترك ذكريات لا تُمحى ستظهر لاحقًا في قصائده. غادر الجبهة بعد عام، والتحق بمدرسة في جامعة شانيفسكي الشعبية في موسكو. لقد أثر رعب الحرب والإبادة على تشارينتس وأصبح داعمًا متحمسًا لـالبلاشفة، حيث رأى فيهم الأمل الحقيقي لإنقاذ أرمينيا.
انضم تشارينتس إلى الجيش الأحمر وشارك في الحرب الأهلية الروسية كجندي عادي في روسيا (تساريتسين) والقوقاز. في عام 1919، عاد إلى أرمينيا وشارك في الأنشطة الثورية هناك. بعد عام، بدأ العمل في وزارة التعليم كمدير لقسم الفنون. كما عاد تشارينتس لحمل السلاح مرة أخرى، هذه المرة ضد أبناء وطنه الأرمن، حيث وقعت ثورة ضد الحكم السوفيتي في فبراير 1921. واحدة من أشهر قصائده، أحب طعم الشمس الحلو لثمار أرمينيا، كانت قصيدة غنائية لوطنه، وُضعت في 1920-1921. عاد تشارينتس إلى موسكو في عام 1921 للدراسة في معهد الأدب والفنون الذي أسسه فاليري بريوسوف. في بيان صدر في يونيو 1922، المعروف باسم "إعلان الثلاثة"، والذي وقعه تشارينتس وجيفورغ أبوف وآزاد فيشوني، أعرب المؤلفون الشباب عن تأييدهم لـ"الدولية البروليتارية." في عامي 1921-1922 كتب "أمينابوييم" (قصيدة للجميع)، و"اسم تشارينتس"، وهي قصيدة سيرة ذاتية. ثم نشر تشارينتس روايته الساخرية، أرض نايري (ييركير نايري)، التي حققت نجاحًا كبيرًا وتم نشرها عدة مرات باللغة الروسية في موسكو خلال حياة الشاعر. في أغسطس 1934، قدمه ماكسيم غوركي لمؤتمري الكتاب السوفييتين الأولين مع ها هي أرض نايري لدينا.
الجزء الأول من أرض نايري مخصص لوصف الشخصيات العامة والأماكن في كارز، وتقديم المجال العام الأرمني. وفقًا لتشارينتس، فإن أرض نايري الخاصة به غير مرئية، "إنها معجزة غير مفهومة: سر مخيف، دهشة مذهلة". في الجزء الثاني من الرواية، تُرى كارز وقادتها خلال الحرب العالمية الأولى، والجزء الثالث يروي سقوط كارز وتدمير الحلم.

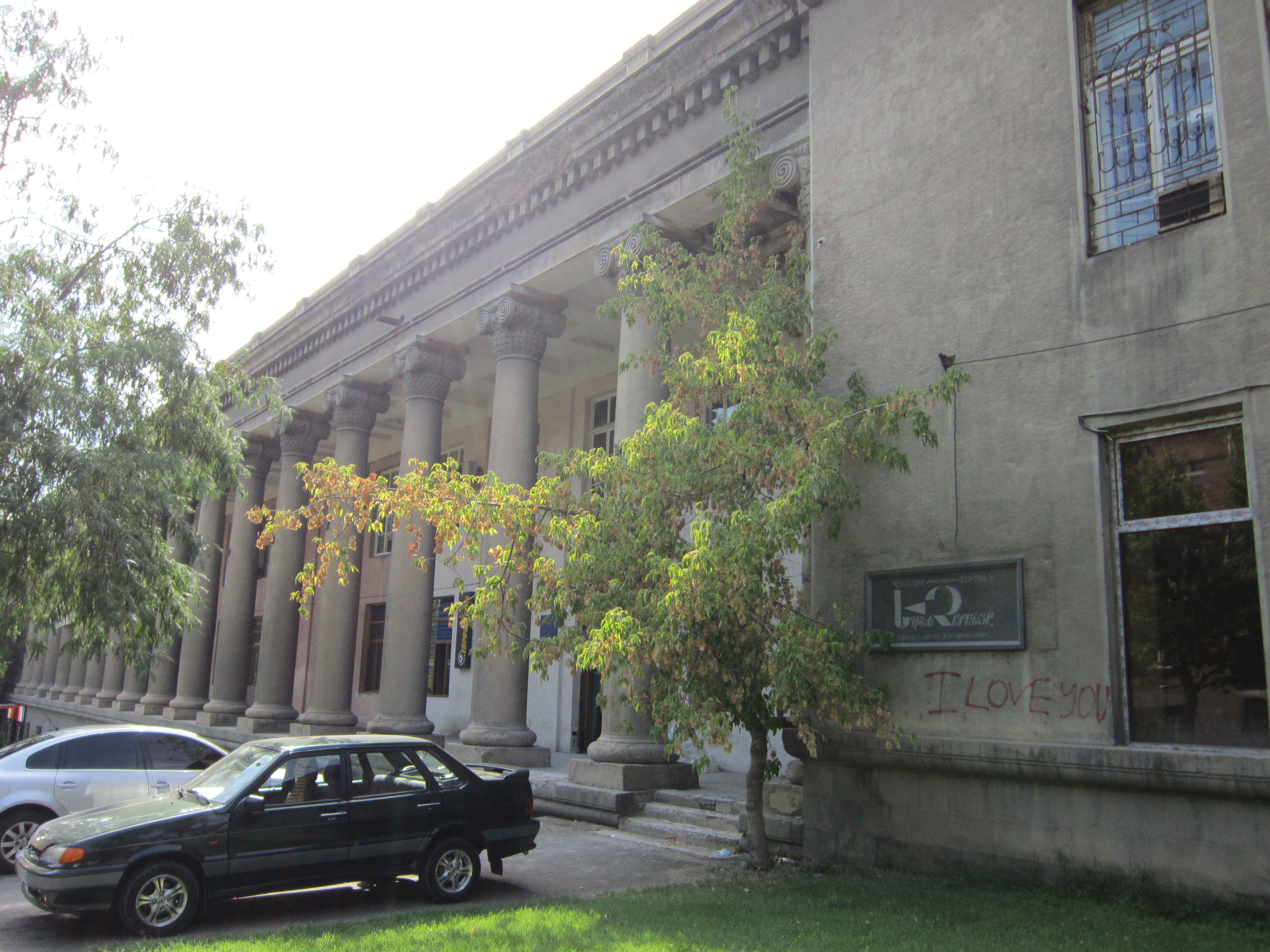
مبنى الناشر الحكومي في يريفان، حيث عمل تشارينتس من 1928 إلى 1935.

في عامي 1924-1925، قام تشارينتس برحلة استغرقت سبعة أشهر إلى الخارج، زار خلالها تركيا وإيطاليا (حيث التقى أفيتيك إيساكيان)، وفرنسا، وألمانيا. عندما عاد تشارينتس، أسس اتحادًا للكتّاب نوفمبر، وعمل في دار النشر الحكومية من 1928 إلى 1935.
في سبتمبر 1926، في أحد شوارع يريفان، أطلق تشارينتس النار وأصاب امرأة، ماريانا أيفازيان، شقيقة الملحن أرتيم أيفازيان، بعد أن قاومت تقدمه عدة مرات. تم إدانته وحُكم عليه بالسجن لمدة ثماني سنوات بسبب إطلاق النار، لكنه أمضى أكثر من عام بقليل من عقوبته.
في عام 1930، نُشر كتاب تشارينتس "فجر الملحمة"، الذي يتكون من قصائد كتبها في الفترة من 1927-1930، في يريفان. كان مكرسًا لزوجته الأولى أرپينيك.
تم طباعة مجموعته الأخيرة من القصائد "كتاب الطريق" في عام 1933، ولكن تأخر توزيعها من قبل الحكومة السوفيتية حتى عام 1934، عندما أعيد إصدارها مع بعض المراجعات. في هذا الكتاب، يعرض المؤلف بانوراما من التاريخ الأرمني ويستعرضه جزءًا جزءًا. التقى ويليام سارويان به في عام 1934 في موسكو، ووصفه بعد ذلك بأنه رجل نبيل وبارع يشعر بحزن شديد.
ترجم تشارينتس أيضًا العديد من الأعمال إلى الأرمنية، بما في ذلك "الإنترناسيونال".

## السنوات الأخيرة والوفاة

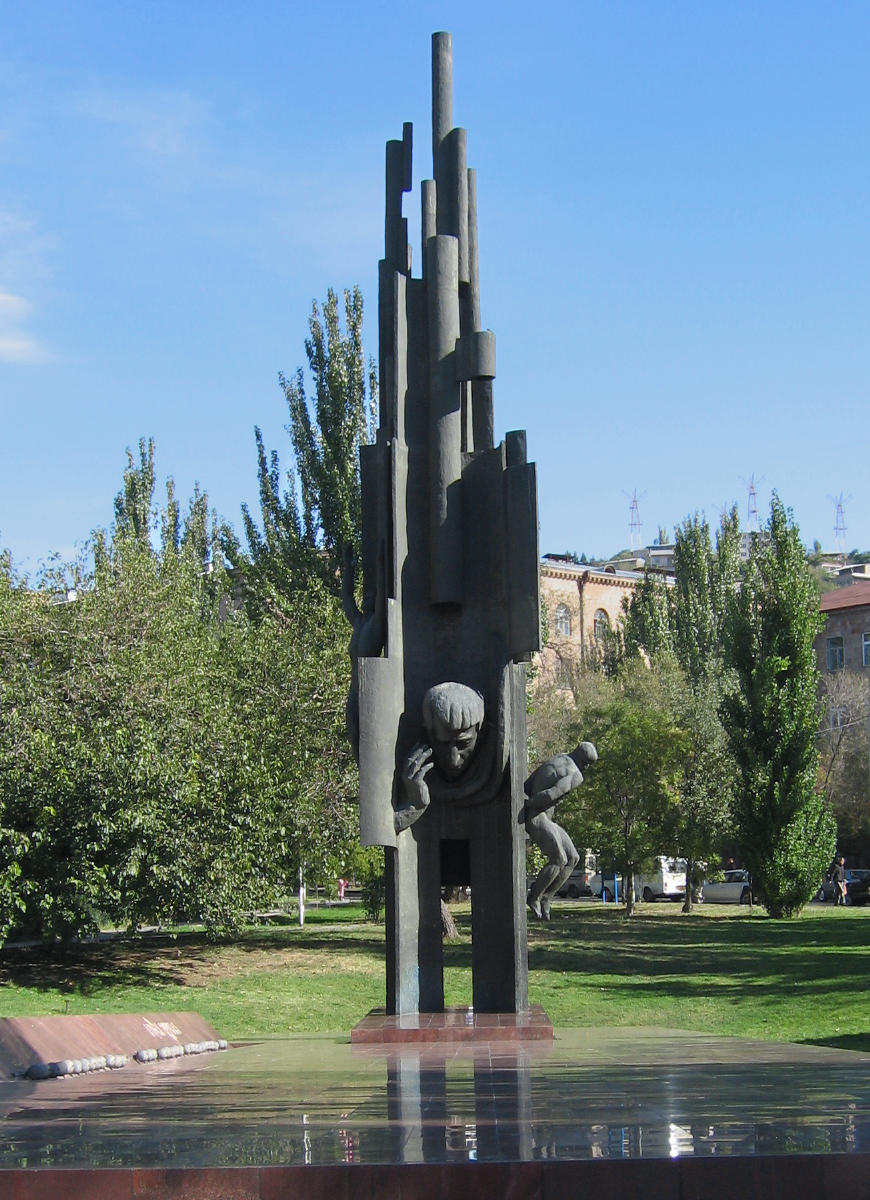
تمثال في يريفان

باستثناء بعض القصائد في المجلات، لم يتمكن تشارنتس من نشر أي شيء بعد عام 1934 (في الوقت نفسه، في ديسمبر 1935، سأل ستالين وفدًا أرمنيًا عن تشارنتس).
في يوليو 1936، عندما قُتل زعيم أرمينيا السوفيتية أغاسي خانجيان على يد لافرينتي بيريا، كتب تشارنتس سلسلة من سبعة سونتات. بعد وفاة كوميتاس كتب أحد أعظم أعماله الأخيرة، "رقاد أبدي في ذاكرة كوميتاس" (1936).
تحدثت الممثلة أروس فوسكانيان عن زيارتها الأخيرة لتشارنتس: "كان يبدو هشًا ولكن نبيلًا. تناول بعض المورفين ثم قرأ بعض كوميتاس. عندما مددت يدي لأقبل يده، تفاجأ". أصبح مدمنًا على المورفين تحت ضغط الحملة ضده ولأنه كان يعاني من مغص بسبب حجر الكلى. الإبرة المستخدمة من قبل تشارنتس لهذا الإدمان معروضة في متحفه في يريفان.
كونه ضحية لليزهوفشينا، وُجهت إليه تهم "نشاطات مضادة للثورة والقومية" وسُجن خلال التطهير الكبير. توفي بسبب التهاب رئوي كاتاري في 29 نوفمبر 1937 بسبب مضاعفات صحية شديدة، في ظروف غير واضحة. لا يُعرف مكان دفن جثته. كما تم حظر جميع كتبه. دفن صديقته الشابة ريجينا غازاريان وأنقذت العديد من مخطوطاته.

## الحياة الشخصية
كانت زوجته الأولى أربيليك تر-أستفاتساتريان، التي توفيت في عام 1927. في عام 1931 تزوج تشارنتس من إيزابيلا كوداباشيان. ورزقا بفتاتين، أربيليك وأنahit (مواليد 1935).

## الإرث

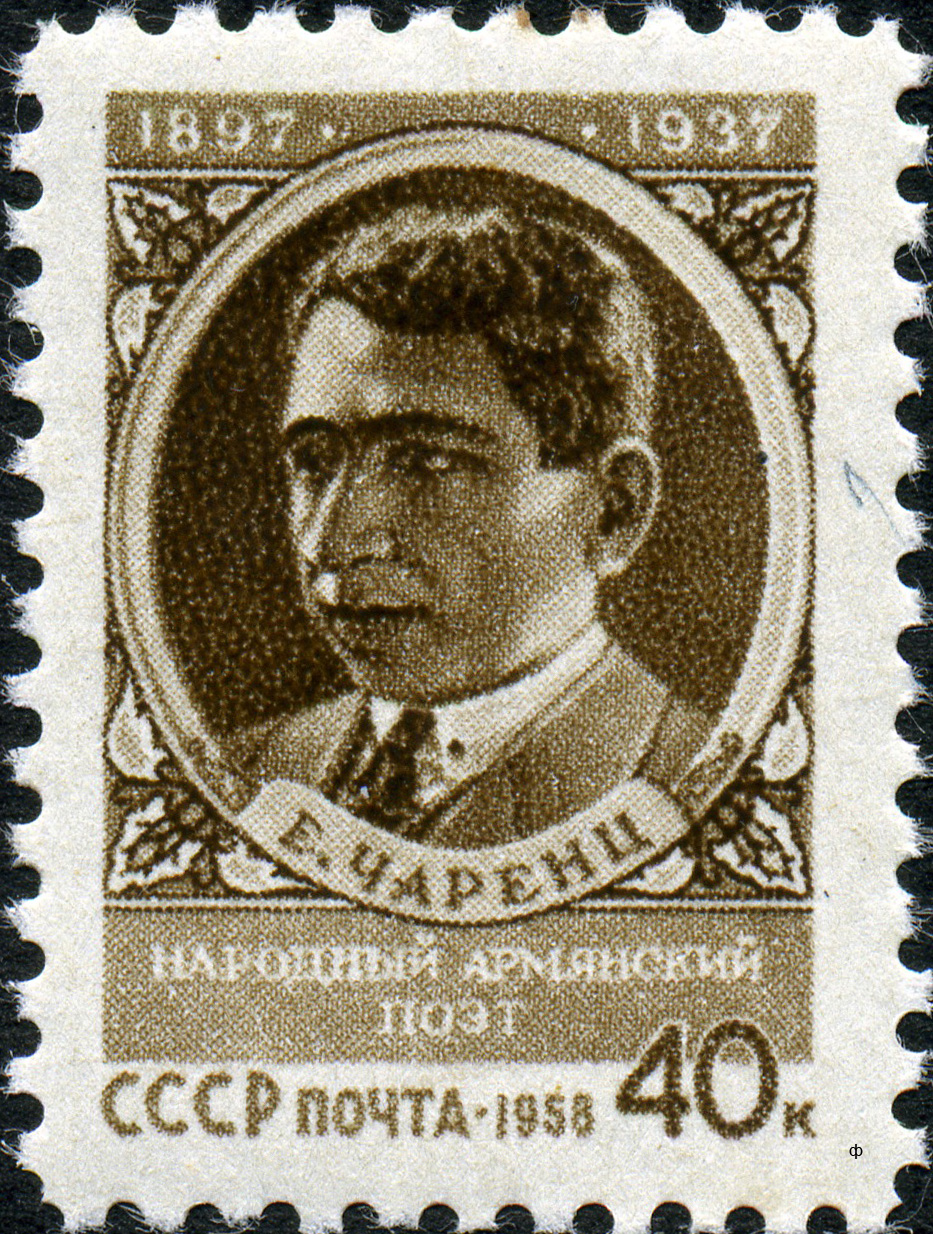
طابع سوفيتي عام 1958 يكرم تشارنتس بعد إعادة تأهيله.

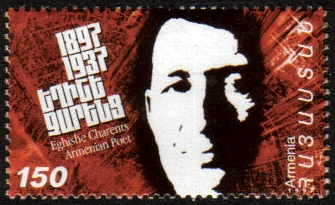
طابع تشارنتس من جمهورية أرمينيا (1997).

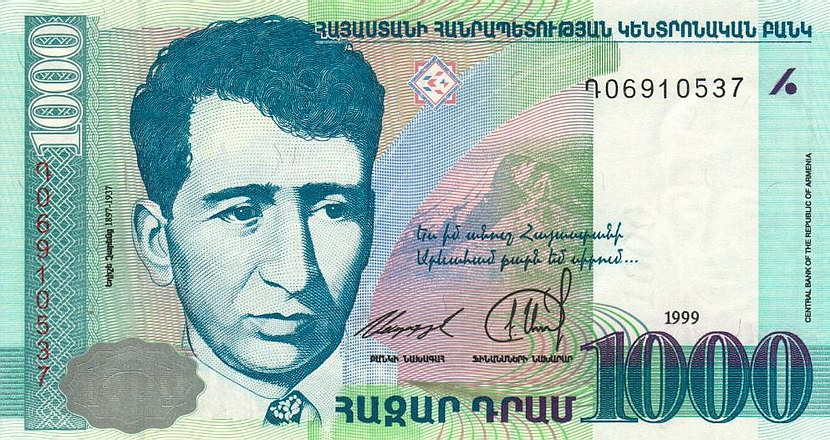
1000 درام أرميني يكرم تشارنتس.

### إعادة التأهيل
بعد وفاة ستالين، دعا أنستاس ميكويان إلى إعادة تأهيل تشارنتس في خطاب ألقاه في يريفان في 11 مارس 1954. سبق هذا الخطاب نيكيتا خروتشوف's "الخطاب السري" بسنتين وأعد المسرح لإعادة تأهيل تشارنتس الرسمية في 9 مارس 1955، بالإضافة إلى جهود ميكويان خلف الكواليس مع قادة أرمينيا السوفيتية. تم تحويل منزل تشارنتس في 17 شارع ماتشوتس في يريفان إلى منزل متحف يغيشي تشارنتس من قبل السلطات الأرمنية السوفيتية في عام 1975. كما سُميت المدينة الأرمنية تشارنتسافان على اسمه.
بعد إعادة تأهيله، أصدرت السلطات السوفيتية أيضًا طابعًا تذكاريًا بقيمة 40 كوبيك يكرم تشارنتس في عام 1958. كما أصدرت جمهورية أرمينيا طابعًا تذكاريًا بقيمة 150 درام أرميني بالإضافة إلى عملة تذكارية بقيمة 100 درام أرميني في عام 1997. تحمل فئة العملة الجديدة لجمهورية أرمينيا 1000 درام على أحد وجهيها صورة تشارنتس واقتباسًا مشهورًا باللغة الأرمنية من إحدى قصائده: (الأرمنية) "Ես իմ անուշ Հայաստանի արեւահամ բարն եմ սիրում" (أحب طعم الشمس الحلو لأرمينيا). خلال زيارته إلى أرمينيا في عام 2016، قرأ البابا فرانسيس مقطعًا من تلك القصيدة لتشارنتس.

### الترجمات، التكريمات، الأعمال النقدية
تمت ترجمة أعمال تشارنتس بواسطة فاليري بريوسوف، آنا أخماتوفا، بوريس باسترناك، أرسيني تاركوفسكي، لويس أراغون، مارزبد مارغوسيانيان، ديانا دير هوفانيسيان، وآخرين. كتب ويليام سارويان قصة قصيرة عن تشارنتس في كتابه عام 1971، رسائل من 74 شارع تيتبو أو لا تذهب ولكن إذا كان يجب أن تقول مرحبًا للجميع.
تم نشر أول مؤلف عن تشارنتس من قبل سيمون هاكوبيان (1888–1937) في عام 1924 في فيينا. من بين الباحثين الآخرين في شعر تشارنتس خلال تلك الفترة كان باولو ماكينتسيان، هاروتيون سورخاتيان، تيغران هاخوميان. بعد وفاته، تم حظر كل من أعمال تشارنتس والأعمال العلمية عنه لمدة 17 عامًا. في عام 1954، نشر نوراير داباغيان (الذي هاجم تشارنتس سابقًا في الثلاثينيات) مؤلفًا بعنوان يغيشي تشارنتس. في العقود التالية، تم نشر أبحاث عن تشارنتس من قبل هاكوب سالاخيان، سورين أغابابيان، غارنيك أنانيان، ألمست زاكاريان، أنahit تشارنتس، ديفيد غاساريان وآخرين.
تركز إحدى الفصول في كتاب مارك نيشانيان كتاب الكتاب: الأدب الأرمني في القرن العشرين على مسألة الحزن في شعر تشارنتس. يتضمن الكتاب المنقح تشارنتس: شاعر الثورة، الذي شارك في تأليفه نيشانيان وفارتان ماتيوسيان، مجموعة من المقالات العلمية حول جوانب مختلفة من شعر تشارنتس. يتضمن كتاب كريكور بيلديان هايككان فوتورزيم (الفوتورية الأرمنية، 2009) تشارنتس في دراسة تطور الفوتورية في ثلاثة مراكز رئيسية من المجتمعات الأرمنية: القسطنطينية من 1910 إلى 1914؛ تبليسي من 1914 إلى 1923؛ ويريفان من 1922 إلى 1924.

## الأعمال
- "ثلاث أغاني للفتاة الحزينة والشاحبة..."، قصائد (1914)
- "وطن ذو عيون زرقاء"، قصيدة (1915)
- "أسطورة دانتي"، قصيدة (1915–1916)
- "سما"، قصيدة (1918)
- "اسم تشارنتس"، قصيدة (1922)
- "العم لينين"، قصيدة (1924)
- "بلد نايري" (يركير نايري) (1926)
- "شروق الشمس الملحمي"، قصائد (1930)
- "كتاب الطريق"، قصائد (1933–34)
- "أرس بوتيكا"، قصائد (1919-1928)

## قراءة إضافية
- Nichanian، Marc؛ Vartan Matiossian؛ Vardan Matteosean (2003). Yeghishe Charents: Poet of the Revolution. Mazda Publishers. ISBN:1-56859-112-8.

## روابط خارجية
- منزل متحف يغيشي تشارنتس في يريفان
- يغيشي تشارنتس، سيرة ذاتية، بواسطة شانت نوراشخاريا نسخة محفوظة 2008-04-11 على موقع واي باك مشين.
- يغيشي تشارنتس، بقلم إيدي أرنافوديان، Groong.Com نسخة محفوظة 2017-09-29 على موقع واي باك مشين.
- تشارنتس إيزابيلا موفسيسوفنا، زوجة يغيشي تشارنتس (روسية)